# Qatars MotoGP 2007
Qatars Grand Prix var ett race som kördes i strålande väder i öknen. Det stora samtalsämnet var den strålande formen Casey Stoner och Ducati visade upp. Framförallt var den enormt snabb på den kilometerlånga raksträckan, vilket visade att Ducati gjort sin hemläxa och fått fram en riktigt bra 800 cc-motor.

## MotoGP-racet
Valentino Rossi tog pole med sin Yamaha, men det överraskande var att han hade Casey Stoner bredvid sig. Stoner tog sig snart förbi Rossi och det blev en vild jakt där Rossi var snabbare i den kurviga sektionen, men Stoner flög förbi på rakan. Till slut orkade Rossi inte hålla emot, utan Stoner kunde köra iväg och ta sin första seger i kungaklassen. Rossi hade helt enkelt slitit sina däck i sina desperata försök att hänga med Stoner. Dani Pedrosa tog tredjeplatsen för Honda, medan John Hopkins tog hand om fjärdeplatsen.

### Resultat
| Plats | Förare            | Märke         | Grid | Kvaltid  |
| ----- | ----------------- | ------------- | ---- | -------- |
| 1     | Casey Stoner      | Ducati        | 2    | 1.55,007 |
| 2     | Valentino Rossi   | Yamaha        | 1    | 1.55,002 |
| 3     | Dani Pedrosa      | Honda         | 5    | 1.55,361 |
| 4     | John Hopkins      | Suzuki        | 6    | 1.55,833 |
| 5     | Marco Melandri    | Honda         | 10   | 1.56,222 |
| 6     | Colin Edwards     | Yamaha        | 3    | 1.55,233 |
| 7     | Chris Vermeulen   | Suzuki        | 13   | 1.56,639 |
| 8     | Nicky Hayden      | Honda         | 9    | 1.56,041 |
| 9     | Alex Barros       | Ducati        | 15   | 1.56,814 |
| 10    | Shinya Nakano     | Honda         | 11   | 1.56,306 |
| 11    | Alex Hofmann      | Ducati        | 17   | 1.57,274 |
| 12    | Olivier Jacque    | Kawasaki      | 14   | 1.56,754 |
| 13    | Kenny Roberts Jr  | Team KR-Honda | 18   | 1.57,495 |
| 14    | Toni Elías        | Honda         | 4    | 1.55,358 |
| 15    | Sylvain Guintoli  | Yamaha        | 16   | 1.57,257 |
| 16    | Makoto Tamada     | Yamaha        | 19   | 1.58,024 |
| 17    | Andrew Pitt       | Ilmor         | 21   | 1.59,725 |
| 18    | Carlos Checa      | Honda         | 12   | 1.56,609 |
| 19    | Randy de Puniet   | Kawasaki      | 8    | 1.55,933 |
| 20    | Loris Capirossi   | Ducati        | 7    | 1.55,851 |
| 21    | Jeremy McWilliams | Ilmor         | 20   | 1.59,606 |

### Pole och snabbaste varv
| Pole Position   | Tid      | Snabbaste varv | Tid      |
| --------------- | -------- | -------------- | -------- |
| Valentino Rossi | 1.55,002 | Casey Stoner   | 1,56.528 |

## 250GP
Jorge Lorenzo tog en övertygande seger, när han inledde sitt titelförsvarande. Alex de Angelis kom tvåa. Även Héctor Barberá och Thomas Lüthi hängde med bra i Lorenzos tempo.

### Resultat
| Plats | Förare            | Märke   |
| ----- | ----------------- | ------- |
| 1     | Jorge Lorenzo     | Aprilia |
| 2     | Alex de Angelis   | Aprilia |
| 3     | Héctor Barberá    | Aprilia |
| 4     | Thomas Lüthi      | Aprilia |
| 5     | Andrea Dovizioso  | Honda   |
| 6     | Roberto Locatelli | Gilera  |